# Proview
Proview International Holdings Ltd. est l'une des premières entreprises au monde de fabrication de moniteurs CRT[réf. nécessaire].
Elle fabrique également des moniteurs LCD, des télévisions, et des composants pour moniteurs. Ses filiales du groupe sont :
- Proview Technology Wuhan
- Proview Technology Shenzhen
- Proview Technology
- Gaintle
- Delighton
- PGL Europe b.v.
- Yoke Technology (Shenzhen)

Le groupe possède 50 % d'intérêts dans une coentreprise avec MAG Vision Digital, qui fabrique et commercialise des produits audios et vidéos.